# Microtoena
Microtoena es un género con 22 especies de plantas con flores perteneciente a la familia Lamiaceae. Es originario de Asia tropical y China.

## Especies
| - Microtoena affinis - Microtoena albescens - Microtoena bhutanica - Microtoena coreana - Microtoena esquirolii - Microtoena insuavis - Microtoena longisepala - Microtoena maireana - Microtoena megacalyx - Microtoena miyiensis - Microtoena mollis | - Microtoena muliensis - Microtoena nepalensis - Microtoena omeiensis - Microtoena patchoulii - Microtoena pauciflora - Microtoena siamica - Microtoena stenocalyx - Microtoena subspicata - Microtoena tenuiflora - Microtoena vanchingshanensis - Microtoena wardii |